# Amphilius jacksonii
Amphilius jacksonii is een straalvinnige vissensoort uit de familie van de kuilwangmeervallen (Amphiliidae). De wetenschappelijke naam van de soort is voor het eerst geldig gepubliceerd in 1912 door Boulenger.